# Jerzu
Jerzu (en sard, Jersu) és un municipi italià de la província de Nuoro, a la regió de Sardenya. L'1 de gener del 2017 tenia 3.166 habitants. Limita amb els municipis d'Arzana, Cardedu, Gairo, Lanusei, Osini, Tertenia, Ulassai i Villaputzu (CA).
Jerzu és conegut per la seva tradició vitivinicola lligada al cultiu de la varietat cannonau. La producció dels seus vins està regulada per la denominació Cannonau di Sardegna Jerzu, i la seva qualitat li ha valgut l'apel·latiu de Città del vino. A l'agost se celebra la festa de la Sagra del vino–Calici di stelle, consagrada a la cultura del vi i al folklore tradicional.

## Geologia

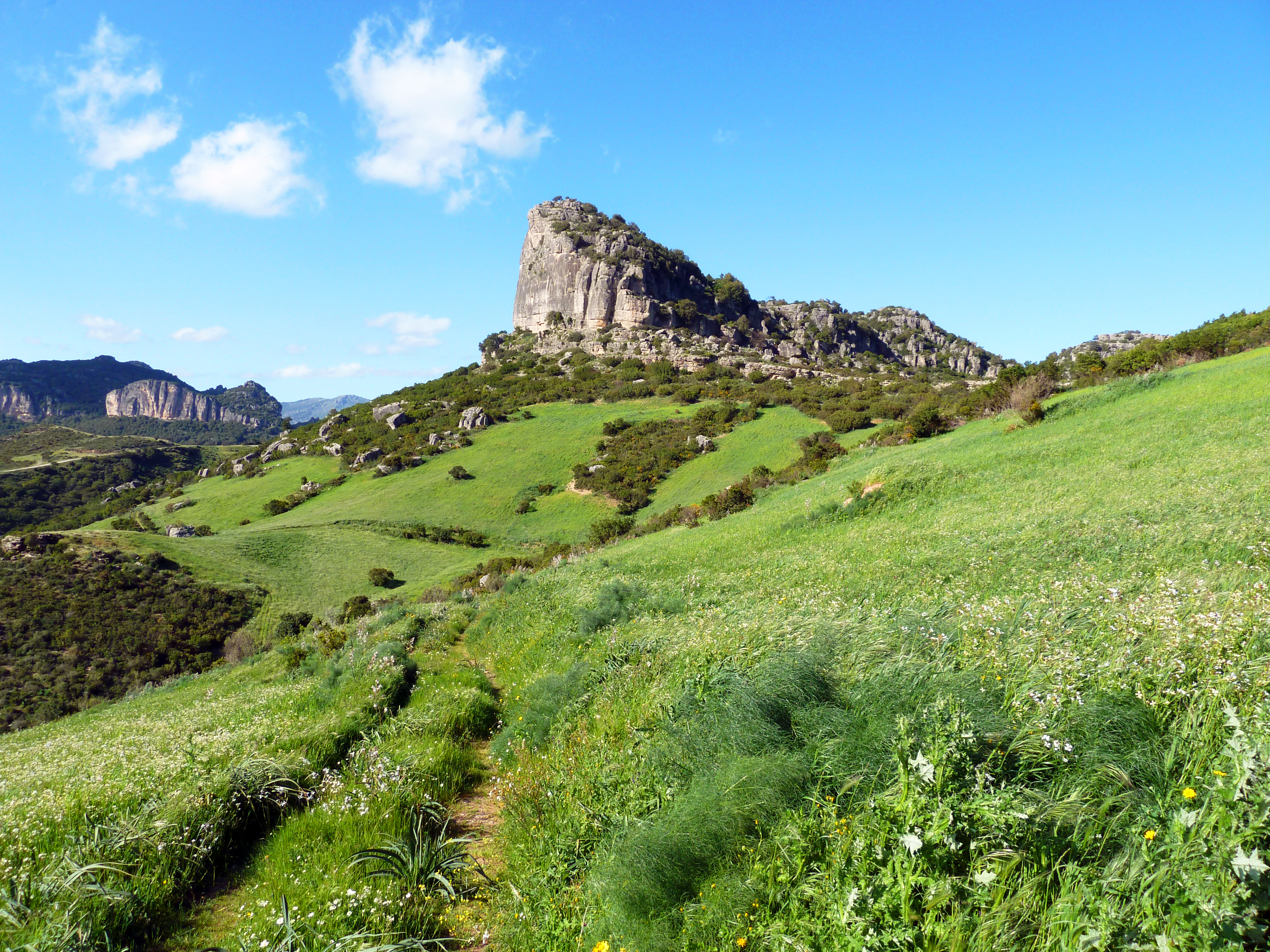
Dolomies juràssiques del tacco de Lumburau, a prop de Jerzu

Una gran part del territori de Jerzu està constituït pels materials metasedimentaris de la formació de fil·lites grises del Gennargentu, els metagresos de San Vito (ambdós d'edat cambroordoviciana) i pels materials
metavolcànics de la formació de Monte Santa Vittoria, atribuïts a l'Ordovicià mitjà.
A l'est de la falla post-varisca de les valls dels rius Pardu i Quirra el basament metamòrfic varisc està intruït per un complex de roques plutòniques d'edat tardi-varisca. Les litologies dominants són els leucogranits i les granodiorites, mentre que les tonalites són poc abundants. A sobre d'aquest complex intrusiu es troba una successió volcanosedimentària d'edat permiana, composta principalment per colades de composició riolítica a dacítica, així com algunes andesites.
Sobre el basament varisc reposen discordantment les dolomies i calcàries dolomítiques juràssiques de la Formació de Dorgali, l'erosió de les quals ha donat lloc als tacchi, els cingles característics d'aquesta regió.

## Llengües i dialectes
Juntament a la llengua italiana, la varietat de la llengua sarda parlada a Jerzu és el campidanès, en la seva variant ollastrina.

## Administració
| Període   | Identitat           | Partit                        |
| --------- | ------------------- | ----------------------------- |
| 1995–2000 | Luciano Mereu       | Llista cívica centre-esquerra |
| 2000–2005 | Luciano Mereu       | Llista cívica centre-esquerra |
| 2005–2008 | Marcello Piroddi    | L'Unione                      |
| 2008–2013 | Mario Marco Piroddi | Insieme per Jerzu             |
| 2013–     | Roberto Congiu      | Per Jerzu                     |

## Galeria d'imatges

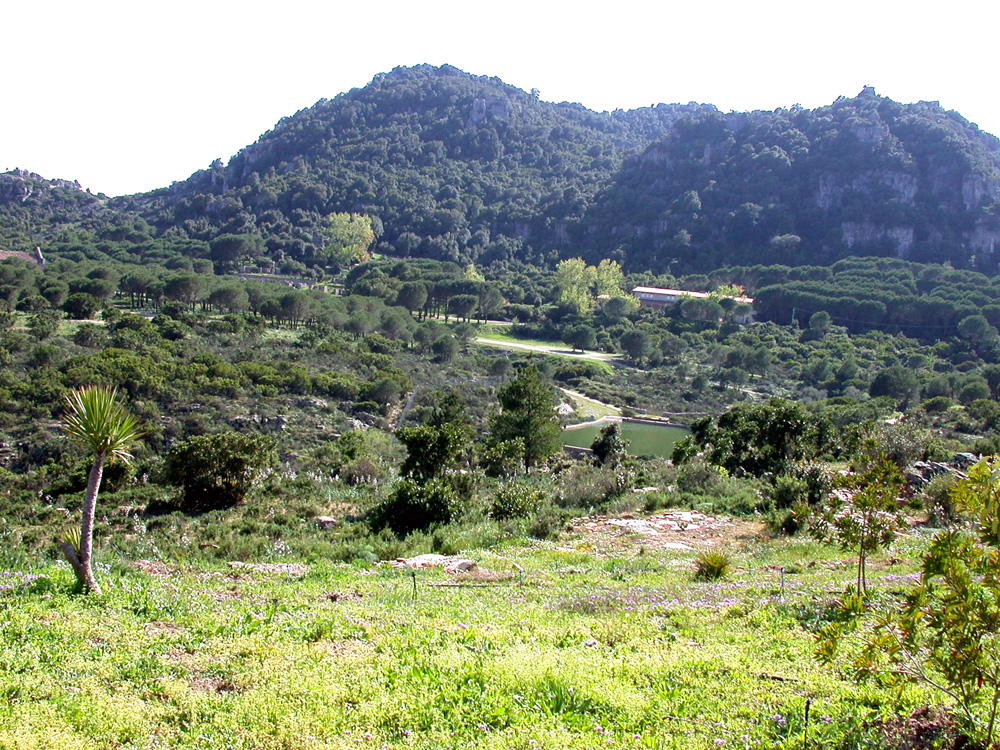
Localitat de Sant'Antonio
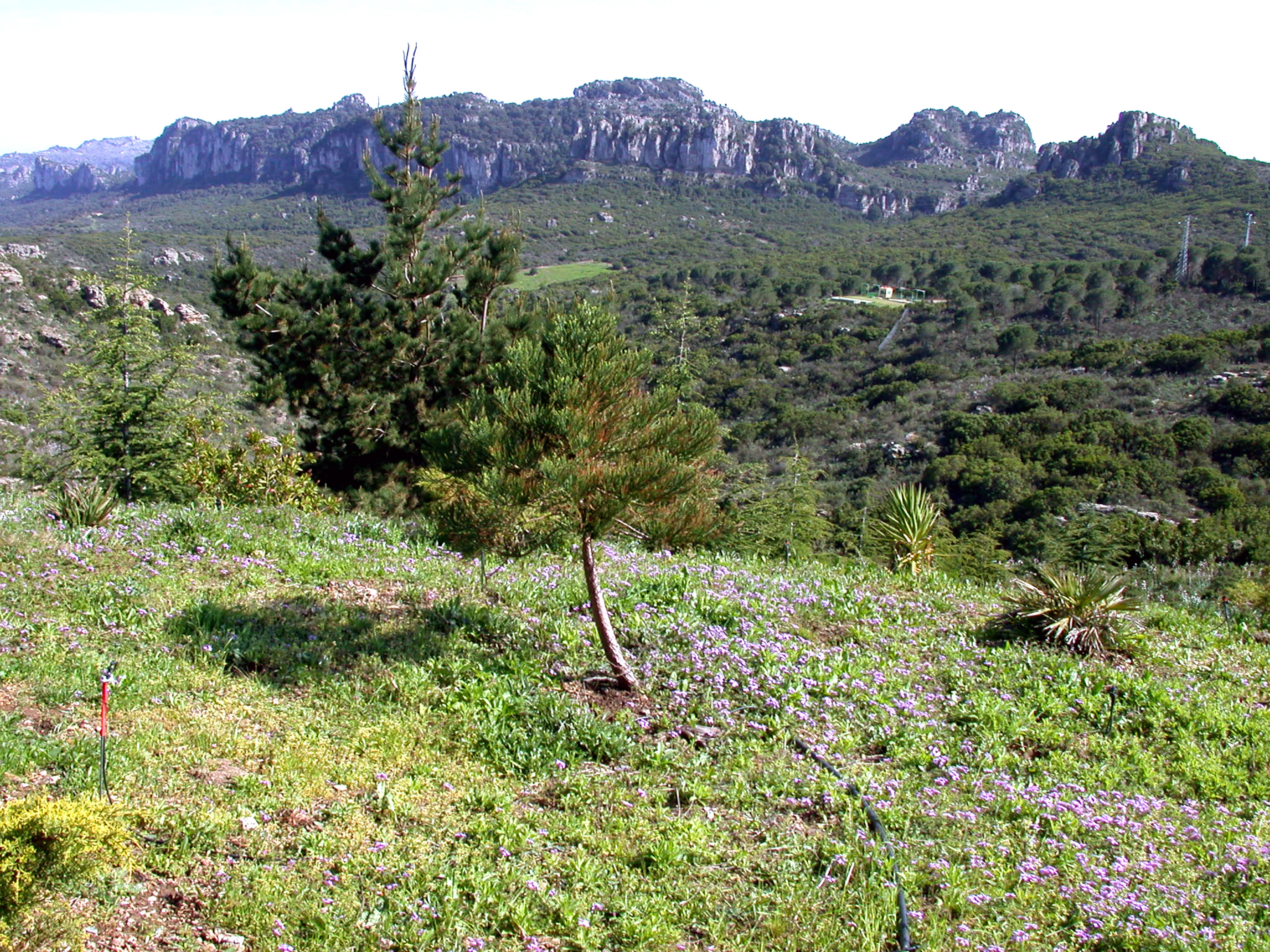
Tacchi de Jerzu vists des de Sant'Antonio
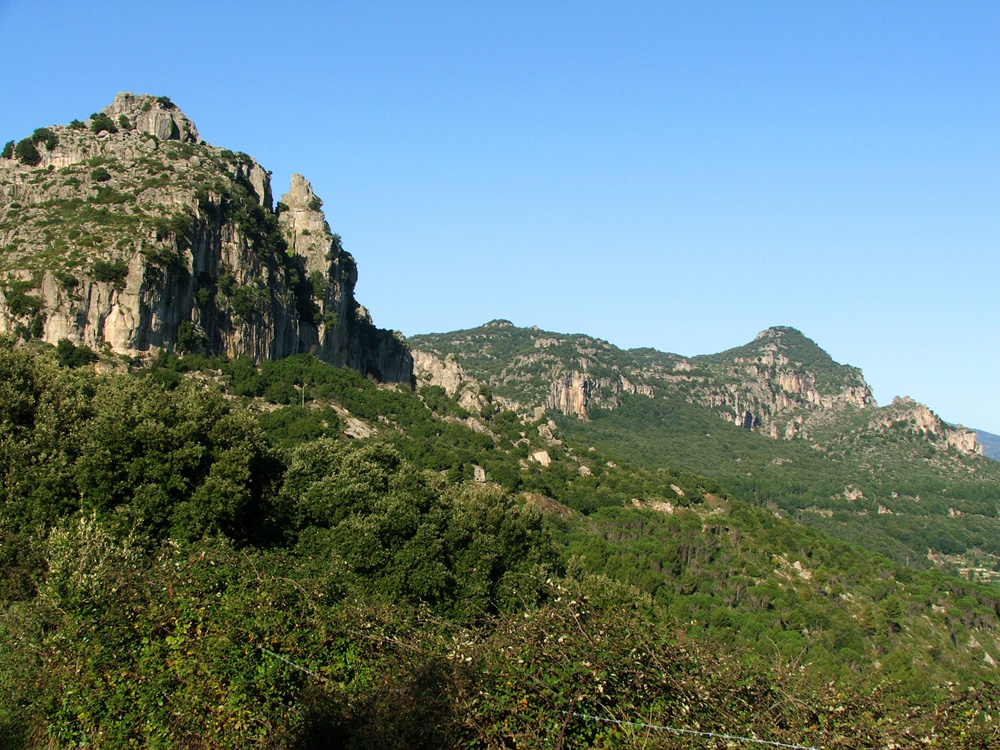
Tacchi de Troiscu (esquerra) i Tisiddu (al fons), aquest en terme d'Ulassai.
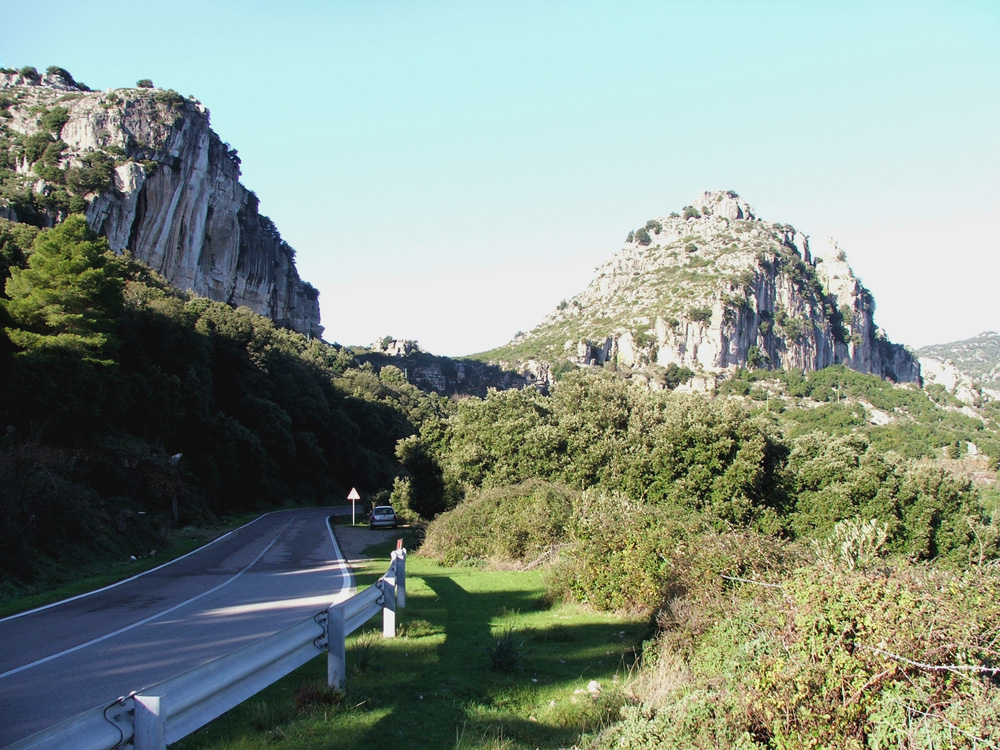
Tacchi de Porcu 'e ludu (esquerra) i Troiscu (dreta).
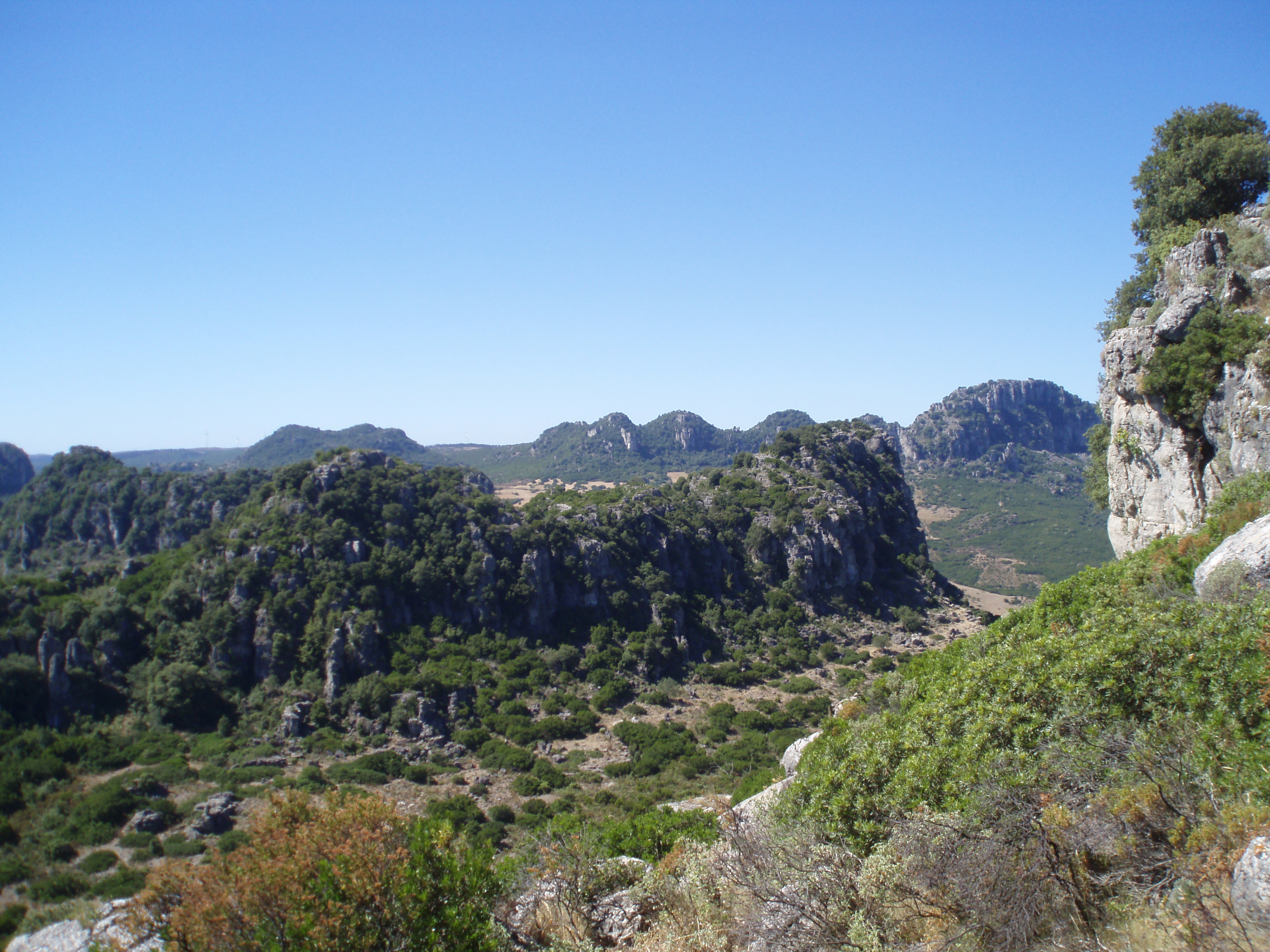
Vista dels tacchi de l'Ogliastra des del Troiscu.
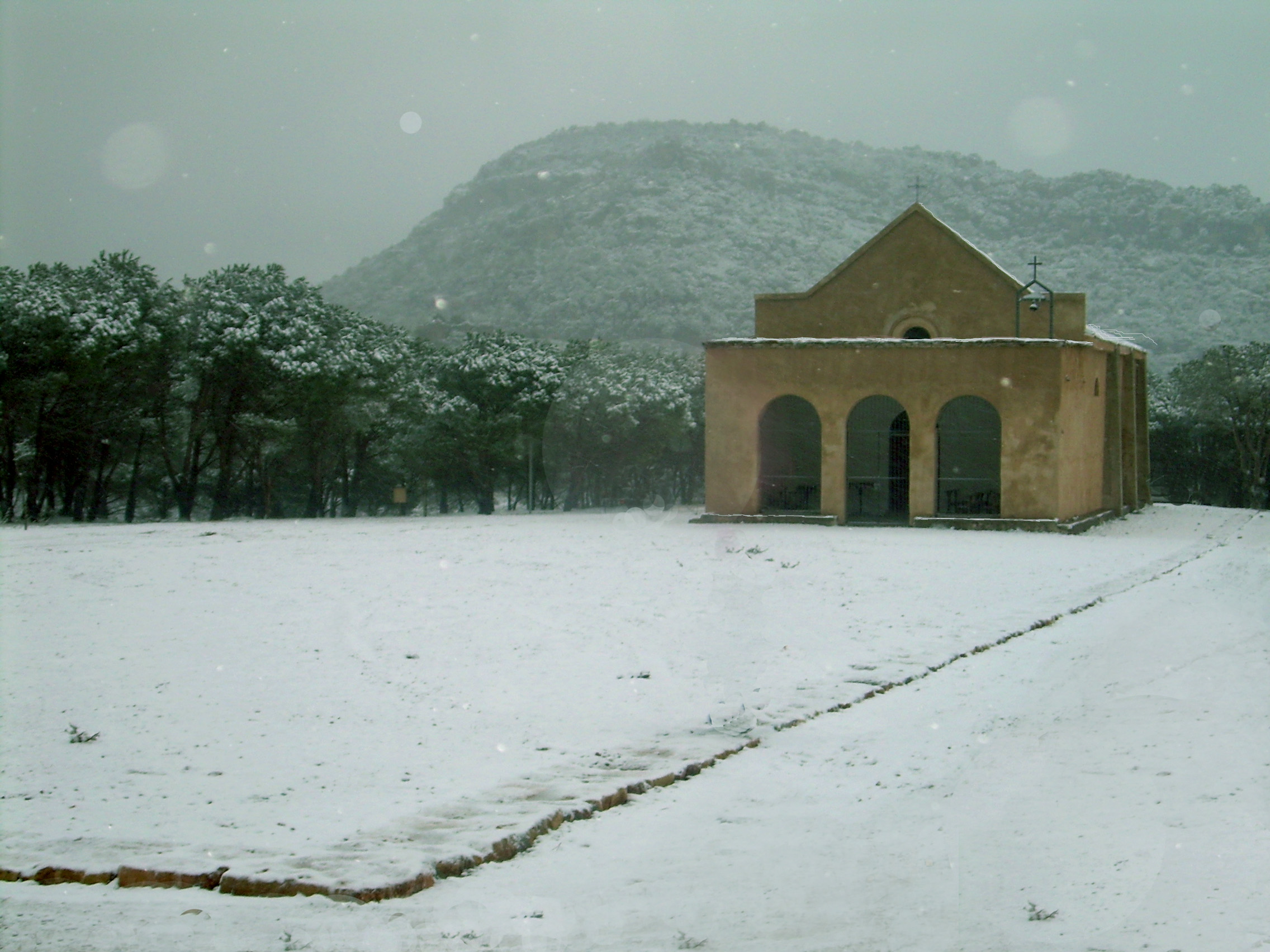
L'església de Sant'Antonio durant la nevada del 2007.